# 天鹰座V500
天鹰座V500（V500 Aquilae），也称1943年天鹰座新星，是一颗位于天鹰座的新星，1943年爆发。爆发时最亮视星等为6.1等，之后30天下降3等。